# Martiri dei massacri di settembre

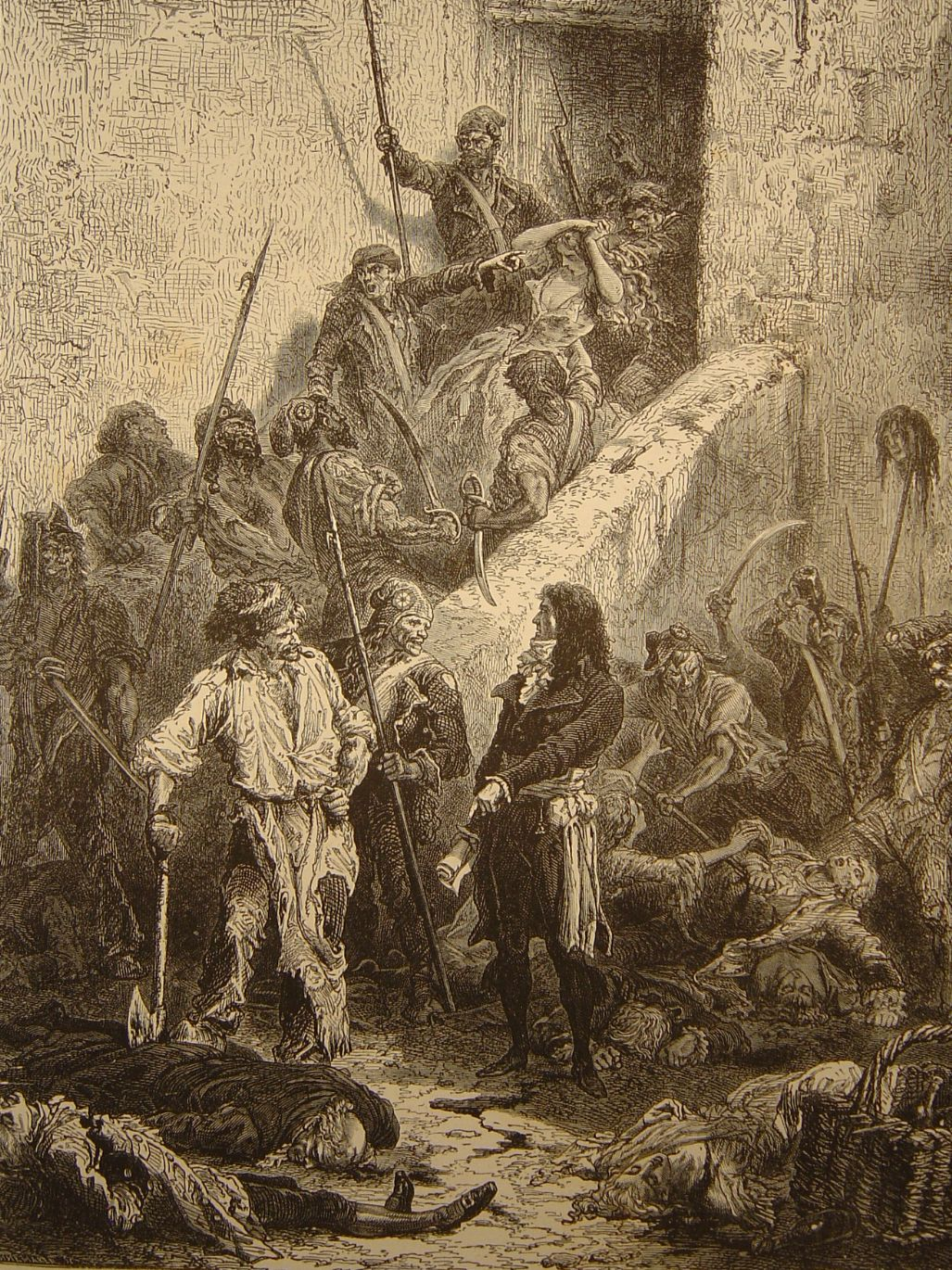
I massacri di settembre in un'illustrazione del 1871

I martiri dei massacri di settembre sono un gruppo di 191 tra ecclesiastici, religiosi e laici uccisi dalla folla tra il 2 e il 3 settembre 1792 in vari luoghi di Parigi dove erano stati imprigionati durante la rivoluzione francese. 
Di essi, 21 furono massacrati  nell'abbazia di Saint-Germain-des-Prés, 95 nell'Hôtel des Carmes, 72 nel seminario di Saint-Firmin e 3 nel carcere de la Force.
Tre dei martiri erano vescovi o arcivescovi, 127 provenivano dal clero secolare, 56 appartenevano a congregazioni e ordini religiosi (sulpiziani, gesuiti, eudisti, lazzaristi, maurini, dottrinari, frati minimi e minori conventuali e cappuccini, canonici vittorini e genoveffani, lasalliani, terziari regolari francescani, missionari della società di Parigi) e 5 erano laici.
I martiri furono beatificati da papa Pio XI il 17 ottobre 1926.

## Martiri uccisi il 2 settembre 1792 nell'Hôtel des Carmes

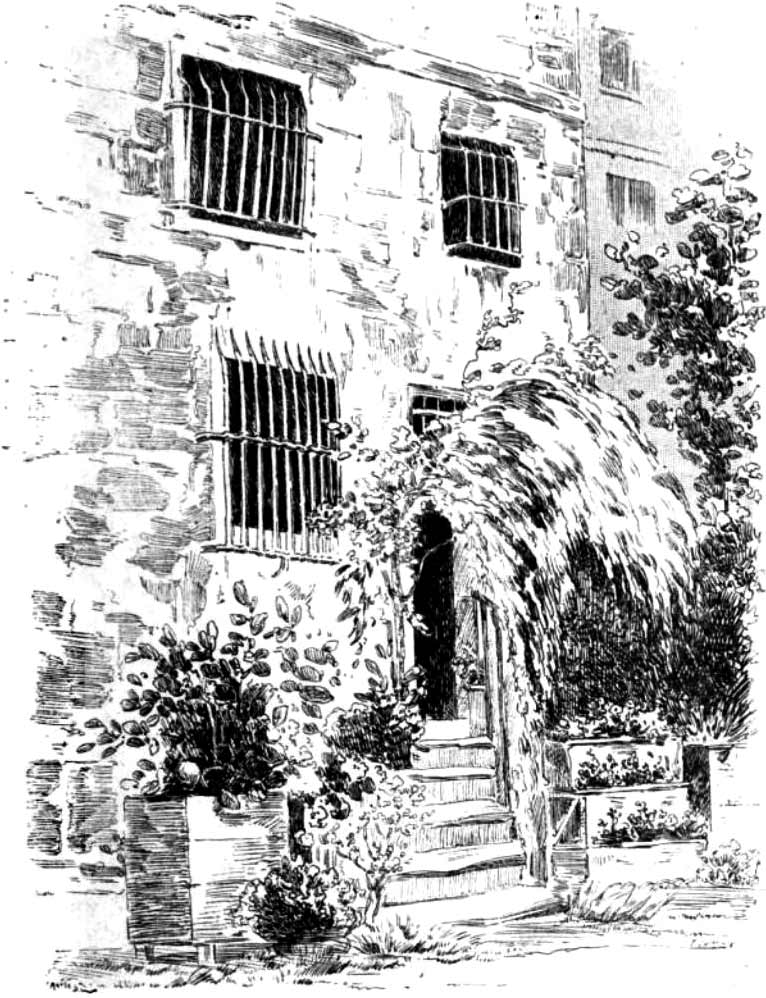
L'Hôtel des Carmes

- Vincent Abraham, sacerdote dell'arcidiocesi di Reims, nato il 15 giugno 1740 a Charleville
- André Angar, sacerdote dell'arcidiocesi di Parigi, nato nel 1759 a Parigi
- Jean-Baptiste-Claude Aubert, sacerdote della diocesi di Versailles, nato il 19 marzo 1768 a Parigi
- François Balmain, sacerdote gesuita, nato il 23 maggio 1733 a Luzy
- Jean-Pierre Bangue, sacerdote dell'arcidiocesi di Parigi, nato il 12 febbraio 1744 a Vuillafans
- Louis Barreau de La Touche, sacerdote maurino, nato il 6 giugno 1758 a Le Mans
- Louis-François-André Barrer, sacerdote dell'arcidiocesi di Parigi, nato il 23 settembre 1758 a Carpentras
- Joseph Bécavin, sacerdote dell'arcidiocesi di Parigi, nato il 6 febbraio 1767 a Carquefou
- Charles-Jéremie Bérauld du Pérou, sacerdote gesuita, nato il 17 novembre 1737 a Meursac
- Jacques-Jules Bonnaud, sacerdote gesuita, nato il 27 ottobre 1740 a Cap-Haïtien
- Louis-Alexis-Mathias Boubert, diacono della diocesi di Amiens, nato il 24 febbraio 1766 ad Amiens
- Jean-Antoine-Hyacinthe Boucharenc de Chaumeils, sacerdote della diocesi di Viviers, nato il 7 giugno 1738 a Pradelles
- Jean-François Bousquet, sacerdote dell'arcidiocesi di Parigi, nato l'8 gennaio 1751 a Ginestas
- Jean-François Burté, sacerdote dei frati minori conventuali, nato il 20 giugno 1740 a Rambervillers
- Claude Cayx-Dumas, sacerdote gesuita, nato il 6 novembre 1724 a Martel
- Jean Charton de Millou, sacerdote gesuita, nato il 7 settembre 1751 a Lione
- Claude Chaudet, sacerdote dell'arcidiocesi di Parigi, nato ad Aix
- Ambroise-Augustin Chevreux, sacerdote maurino, nato il 13 febbraio 1728 a Orléans
- Nicolas Cléret, sacerdote dell'arcidiocesi di Parigi, nato nel 1726 a Barfleur
- Claude Colin, sacerdote dell'arcidiocesi di Parigi, nato il 15 febbraio 1728 a Charenton-le-Pont
- Bernard-François de Cucsac, sacerdote sulpiziano, nato nel 1758 a Tolosa
- François Dardan, sacerdote dell'arcidiocesi di Parigi, nato il 13 giugno 1733 a Isturits
- Guillaume-Antoine Delfaut, sacerdote gesuita, nato il 5 aprile 1733 a Daglan
- Mathurin-Victoir Deruelle, sacerdote dell'arcidiocesi di Parigi, nato il 18 settembre 1729 a Parigi
- Gabriel Desprez de Roche, sacerdote dell'arcidiocesi di Parigi, nato nel 1751 a Decize
- Thomas-Nicolas Dubray, sacerdote sulpiziano, nato il 21 gennaio 1746 a Beauvais
- Thomas-René Dubuisson, sacerdote della diocesi di Orléans, nato il 6 luglio 1737 a Laval
- François Dumasrambaud de Calandelle, sacerdote della diocesi di Limoges, nato il 18 ottobre 1754 a La Chaussade
- Henri-Hippolyte Ermès, sacerdote dell'arcidiocesi di Parigi, nato nel 1752 a Parigi
- Armand de Foucauld de Pontbriand, sacerdote dell'arcidiocesi di Arles, nato il 24 novembre 1751 a Celles
- Jacques Friteyre-Durvé, sacerdote gesuita, nato il 18 aprile 1725 a Marsac-en-Livradois
- Claude-François Gagnières des Granges, sacerdote gesuita, nato il 23 maggio 1722 a Chambéry
- Jacques-Gabriel Galais, sacerdote sulpiziano, nato il 15 aprile 1754 a Longué
- Pierre Gauguin, sacerdote sulpiziano, nato il 12 febbraio 1725 a Esvres
- Louis-Laurent Gaultier, sacerdote dell'arcidiocesi di Parigi, nato il 13 marzo 1717 a Bazouges-la-Pérouse
- Georges Girault (fra' Severino), sacerdote del Terzo Ordine Regolare di San Francesco, nato il 14 gennaio 1728 a Rouen
- Jean Goizet, sacerdote della diocesi di Poitiers, nato il 29 maggio 1742 a Niort
- André Grasset de Saint-Sauveur, sacerdote dell'arcidiocesi di Sens, nato il 5 aprile 1758 a Montréal
- Pierre-Michel Guérin, sacerdote sulpiziano, nato l'8 marzo 1759 a Saint-Christophe
- Jean-Antoine Guilleminet, sacerdote dell'arcidiocesi di Parigi, nato il 4 gennaio 1738 a Bédarieux
- François-Louis Hébert, sacerdote eudista, nato il 14 settembre 1735 a Crouttes
- Jacques-Étienne-Philippe Hourrier, sacerdote sulpiziano, nato il 16 luglio 1751 a Mailly
- Jean-Baptiste Jannin, sacerdote dell'arcidiocesi di Parigi, nato nel 1754 a Sourdeval
- Jean Lacan, sacerdote dell'arcidiocesi di Parigi, nato a Rodez
- Pierre Landry, sacerdote della diocesi di Poitiers, nato nel 1762 a Niort
- Claude-Antoine-Raoul Laporte, sacerdote gesuita, nato il 6 dicembre 1734 a Brest
- Pierre-Louis de La Rochefoucauld-Bayers, vescovo di Saintes, nato il 12 ottobre 1744 a Blanzaguet-Saint-Cybard
- François-Joseph de La Rochefoucauld-Maumont, vescovo di Beauvais, nato il 28 aprile 1736 ad Angoulême
- Jean-Marie du Lau d'Alleman, arcivescovo di Arles, nato il 30 ottobre 1738 a Biras
- Mathurin-Nicolas de La Villecrohain Le Bous de Villeneuve, sacerdote gesuita, nato il 19 dicembre 1731 a Rennes
- Robert Le Bis, sacerdote della diocesi di Versailles, nato nel 1719 a Saint-Amand
- Guillaume-Nicolas-Louis Leclerq (fratel Salomone), religioso lasalliano, nato il 15 novembre 1745 a Boulogne-sur-Mer
- Olivier Lefebvre, sacerdote dell'arcidiocesi di Parigi, nato nel 1728 a Grentheville
- Urbain Lefebvre, sacerdote delle Missioni Estere di Parigi, nato il 21 gennaio 1725 a Saint-Pierre-du-Boile
- François Lefranc, sacerdote eudista, nato il 26 marzo 1739 a Vire
- Charles-François Le Gué, sacerdote gesuita, nato il 6 ottobre 1724 a Rennes
- Jacques-Joseph Le Jardinier Deslandes, sacerdote della diocesi di Coutances, nato nel 1750 a L'Aigle
- Jacques-Jean Lemeunier, sacerdote della diocesi di Sées, nato nel 1747 a Mortagne-au-Perche
- Vincent-Joseph Le Rousseau de Rosencoat, sacerdote gesuita, nato il 3 luglio 1726 a Châteauneuf-du-Faou
- François-César Londiveau, sacerdote della diocesi di Le Mans, nato l'11 giugno 1764 a Saint-Calais
- Louis Longuet, sacerdote dell'arcidiocesi di Tours, nato il 24 febbraio 1757 a Saint-Germain-Langot
- Jacques-François de Lubersac, sacerdote dell'arcidiocesi di Parigi, nato nel 1729 a La Forge
- Henri-August Luzeau de La Mulonnière, sacerdote sulpiziano, nato il 1º dicembre 1762 a Sucé-sur-Erdre
- Gaspard-Claude Maignen, sacerdote della diocesi di Beauvais, nato nell'ottobre 1752 ad Amance
- Jean-Philippe Marchand, sacerdote della diocesi di Poitiers, nato il 22 agosto 1764 a Marsais
- René-Julien Massey, sacerdote maurino, nato nel 1732 a Rennes
- Louis Mauduit, sacerdote della diocesi di Orléans, nato il 31 dicembre 1763 a Chevillon-sur-Huillard
- François-Louis Méallet de Fargues, sacerdote della diocesi di Clermont, nato il 7 luglio 1764 a Vitrac
- Jacques-Alexandre Menuret, sacerdote dell'arcidiocesi di Parigi, nato il 2 aprile 1734 a Montélimar
- Jean-Jacques Morel (Apollinare da Pozat), sacerdote dell'Ordine dei Frati Minori Cappuccini, nato il 12 giugno 1739 a Prez-vers-Noréaz
- Jean-Baptiste Nativelle, sacerdote della diocesi di Versailles, nato il 25 settembre 1749 a Guilberville
- René Nativelle, sacerdote della diocesi di Versailles, nato il 28 gennaio 1751 a Guilberville
- August-Dénis Nezel, seminarista dell'arcidiocesi di Parigi, nato il 28 settembre 1770 a Parigi
- Antoine-Mathieu-Augustin Nogier, sacerdote dell'arcidiocesi di Parigi, nato il 25 febbraio 1764 a Le Puy
- Joseph-Thomas Pazery de Thorame, sacerdote della diocesi di Blois, nato il 18 aprile 1751 ad Aix-en-Provence
- Jules-Honoré-Cyprien Pazery de Thorame, sacerdote della diocesi di Fréjus, nato il settembre 1763 ad Aix-en-Provence
- Pierre-François Pazery de Thorames, sacerdote dell'arcidiocesi di Arles, nato nel 1735 ad Aix-en-Provence
- Pierre Ploquin, sacerdote dell'arcidiocesi di Tours, nato il 12 dicembre 1762 a Villandry
- Jean-Baptiste-Michel Pontus, sacerdote sulpiziano, nato il 19 giugno 1763 a Néville-sur-Mer
- René-Nicolas Poret, sacerdote della diocesi di Sées, nato l'11 gennaio 1732 a Barbery
- Julien Poulain Delaunay, sacerdote dell'arcidiocesi di Rennes, nato il 4 marzo 1744 a Ver-sur-Mer
- Pierre-Nicolas Psalmon, sacerdote sulpiziano, nato il 29 giugno 1749 a Rouen
- Jean-Robert Quéneau, sacerdote della diocesi di Angers, nato il 9 aprile 1758 ad Angers
- Étienne-François-Dieudonné de Ravinel, diacono della diocesi di Nancy, nato il 6 luglio 1769 a Bayon
- Jacques-Augustin Robert de Lézardières, diacono della diocesi di Luçon, nato il 27 novembre 1768 a Challans
- Claude Rousseau, sacerdote sulpiziano, nato il 1º maggio 1751 a Parigi
- François-Urbain Salins de Niart, sacerdote della diocesi di Pamiers, nato il 23 maggio 1760 a Neuf-Brisach
- Jean-Henri-Louis-Michel Samson, sacerdote della diocesi di Bayeux, nato il 25 agosto 1754 ad Avranches
- Jean-Antoine-Barnabé Séguin, sacerdote dell'arcidiocesi di Parigi, nato il 1754 a Carpentras
- Jean-Antoine Savine, sacerdote sulpiziano, nato il 20 giugno 1760 a Embrun
- Jean-Baptiste-Marie Tessier, sacerdote sulpiziano, nato il 1761 a Fontaine-les-Ribouts
- Loup Thomas-Bonnotte, sacerdote gesuita, nato il 19 ottobre 1719 a Entrains-sur-Nohain
- François Varheilhe-Duteil, sacerdote gesuita, nato il 15 giugno 1734 a Felletin
- Pierre-Louis-Joseph Verrier, sacerdote dell'arcidiocesi di Parigi, nato il 28 dicembre 1728 a Douai
- Charles-Regis-Mathieu de La Calmette de Valfons, laico dell'arcidiocesi di Parigi, nato nel 1747 a Nîmes

## Martiri uccisi il 2 settembre 1792 nell'abbazia di Saint-Germain-des-Prés

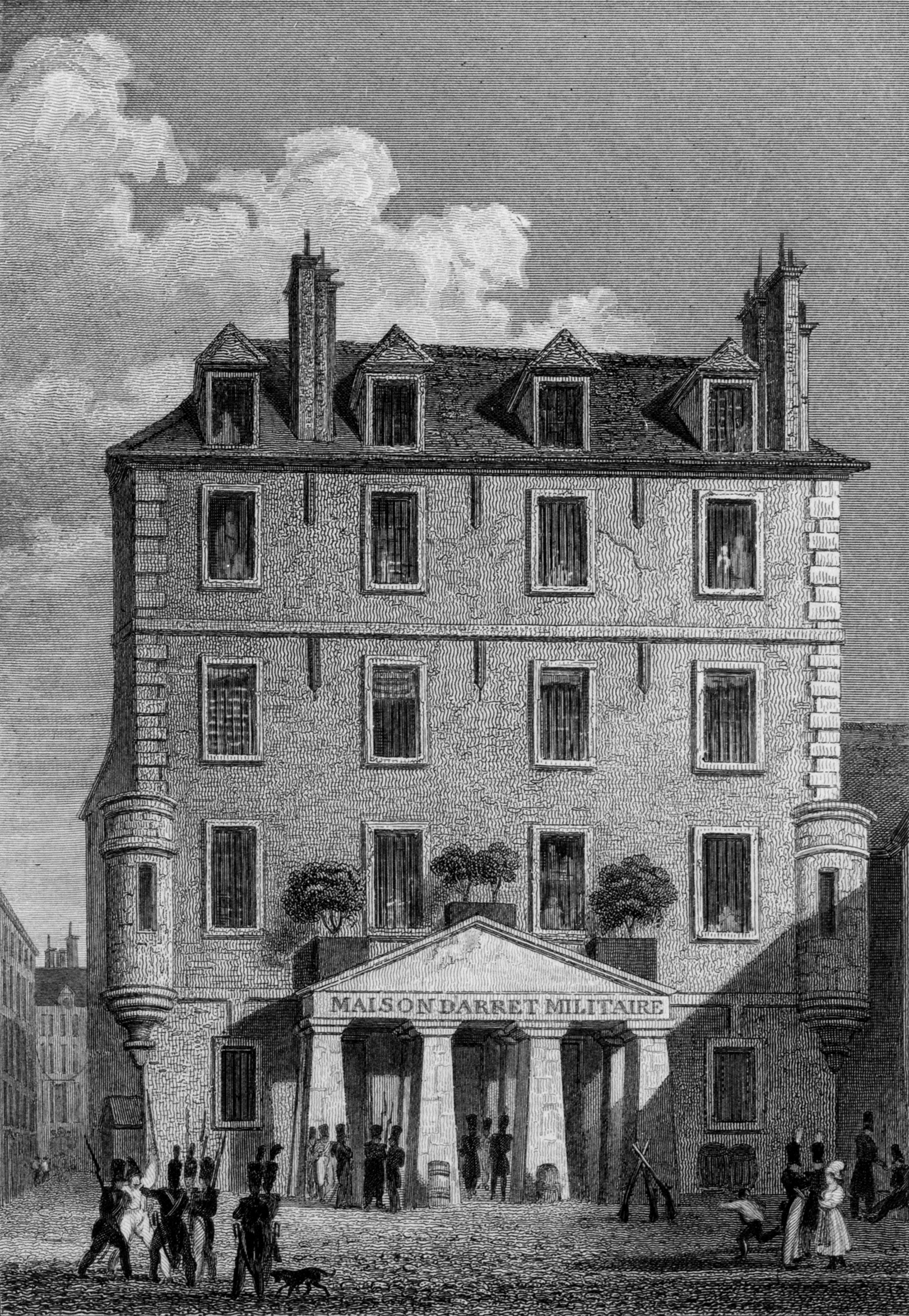
La prigione dell'abbazia di Saint-Germain

- Daniel-Louis André des Pommerayes, sacerdote dell'arcidiocesi di Parigi, nato il 2 luglio 1756 a Le Havre
- Louis-Remi (o René) Benist, sacerdote dell'arcidiocesi di Parigi, nato nel 1755 a Parigi
- Louis-Remi-Nicolas Benoist, sacerdote dell'arcidiocesi di Parigi, nato nel 1742 a Parigi
- Antoine-Charles-Octavien du Bouzet, sacerdote della diocesi di Châlons, nato il 6 marzo 1739 a Bivès
- Jean-André Capeau, sacerdote dell'arcidiocesi di Avignone, nato ad Avignone
- Armand-Anne-Auguste-Antonin-Sicaire Chapt de Rastignac, sacerdote della diocesi di Orléans, nato il 1º ottobre 1727 a Corgnac-sur-l'Isle
- Claude Fontaine, sacerdote dell'arcidiocesi di Parigi, nato nel 1749 a Parigi
- Pierre-Louis Gervais, sacerdote dell'arcidiocesi di Parigi, nato nel 1753 a Montreuil-en-Caux
- Saintin Huré, sacerdote della diocesi di Versailles, nato nel 1765 a Vigny
- Charles-Louis Hurtrel, sacerdote dell'Ordine dei Minimi, nato il 16 giugno 1760 a Parigi
- Louis-Benjamin Hurtrel, diacono dell'arcidiocesi di Parigi, nato il 22 febbraio 1769 a Parigi, fratello del precedente[1]
- Anne-Alexandre-Charles-Marie Lanfant, sacerdote gesuita, nato il 9 settembre 1726 a Lione
- Laurent, sacerdote dell'arcidiocesi di Parigi
- Louis Le Danois, sacerdote dell'arcidiocesi di Parigi, nato nel 1744 a Les Moitiers-en-Bauptois
- Thomas-Jean Montsaint, sacerdote dell'arcidiocesi di Parigi, nato il 18 dicembre 1725 a Villerville
- François-Joseph Pey, sacerdote dell'arcidiocesi di Parigi, nato nel 1759 a Solliès-Pont
- Jean-Joseph Rateau, sacerdote dell'arcidiocesi di Parigi, nato il 18 novembre 1758 a Bordeaux
- Marc-Louis Royer, sacerdote dell'arcidiocesi di Parigi, nato nel 1720 a Parigi
- Jean-Louis Guyard de Saint-Clair, sacerdote della diocesi di Beauvais, nato nel 1734 ad Avenelles
- Jean-Pierre Simon, sacerdote dell'arcidiocesi di Parigi, nato a Parigi
- Pierre-Jacques-Marie Vitalis, sacerdote dell'arcidiocesi di Parigi, nato nel 1759 a Carpentras

## Martiri uccisi il 3 settembre 1792 nel seminario di Saint-Firmin

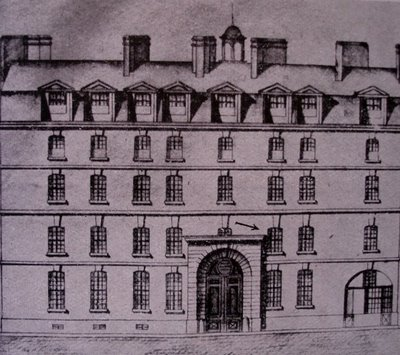
Il seminario di Saint-Firmin

- André-Abel Alricy, sacerdote dell'arcidiocesi di Parigi, nato il 2 agosto 1712 a Crémieu
- René-Marie Andrieux, sacerdote gesuita, nato il 16 febbraio 1742 a Rennes
- Pierre-Paul Balzac, sacerdote dell'arcidiocesi di Parigi, nato il 25 aprile 1750 a Parigi
- Jean-François-Marie Benoît-Vourlat, sacerdote gesuita, nato il 26 marzo 1731 a Lione
- Jean-Charles-Marie Bernard du Cornillet, sacerdote della vittorino, nato il 4 agosto 1759 a Châteaubriant
- Michel-André-Sylvestre Binard, sacerdote dell'arcidiocesi di Parigi, nato il 28 novembre 1742 a Laulne
- Nicolas Bize, sacerdote dell'arcidiocesi di Parigi, nato il 5 ottobre 1737 a Versailles
- Claude Bochot, sacerdote dottrinario, nato il 10 luglio 1720 a Troyes
- Jean-François Bonnel de Pradal, sacerdote genoveffano, nato il 5 settembre 1738 ad Ax-les-Thermes
- Pierre Bonzé, sacerdote della diocesi di Versailles, nato nel giugno 1719 a Parigi
- Pierre Brisquet, sacerdote dell'arcidiocesi di Parigi, nato il 25 febbraio 1742 a Vervins
- Pierre Brisse, sacerdote della diocesi di Beauvais, nato il 3 agosto 1733 a Brombos
- Charles Carnus, sacerdote della diocesi di Rodez, nato il 30 maggio 1749 a Salles-la-Source
- Jean-Charles Caron, sacerdote lazzarista, nato il 30 settembre 1730 ad Auchel
- Bertrand-Antoine de Caupenne, sacerdote della diocesi di Versailles, nato nel 1753 a Jegun
- Nicolas Colin, sacerdote lazzarista, nato il 12 dicembre 1730 a Grenant
- Sébastien Desbrielles, laico dell'arcidiocesi di Parigi, nato il 28 aprile 1739 a Bourges
- Jacques Dufour, sacerdote dell'arcidiocesi di Parigi, nato il 9 aprile 1765 a Troisgots
- Denis-Claude Duval, sacerdote dell'arcidiocesi di Parigi, nato nel 1739 a Parigi
- Jean-Pierre Duval, sacerdote dell'arcidiocesi di Parigi, nato nel 1740 a Parigi
- Joseph Falcoz, sacerdote dell'arcidiocesi di Parigi, nato il 4 dicembre 1726 a Saint-Sorlin-d'Arves
- Gilbert-Jean Fautrel, sacerdote dell'arcidiocesi di Parigi, nato il 19 aprile 1730 a Marcilly
- Eustache Félix, sacerdote dottrinario, nato il 23 aprile 1726 a Troyes
- Philibert Fougères, sacerdote della diocesi di Nevers, nato nel 1742 a Parigi
- Louis-Joseph François, sacerdote lazzarista, nato il 3 febbraio 1751 a Busigny
- Pierre-Jean Garrigues, sacerdote dell'arcidiocesi di Parigi, nato il 2 marzo 1725 a Sauveterre
- Nicolas Gaudreau, sacerdote della diocesi di Versailles, nato nel 1744 a Parigi
- Étienne-Michel Gillet, sacerdote dell'arcidiocesi di Parigi, nato nel 1758 a Parigi
- Georges-Jérôme Giroust, sacerdote dell'arcidiocesi di Parigi, nato nel 1765 a Bussy-Saint-Georges
- Joseph-Marie Gros, sacerdote dell'arcidiocesi di Parigi, nato il 22 maggio 1742 a Lione
- Jean-Henri Gruyer, sacerdote lazzarista, nato il 13 giugno 1734 a Dole
- Pierre-Michel Guérin du Rocher, sacerdote gesuita, nato nel 1731 a Sainte-Honorine-la-Guillaume
- Robert-François Guérin du Rocher, sacerdote gesuita, nato il 23 ottobre 1736 a Repas
- Yves-André Guillon de Keranrun, sacerdote dell'arcidiocesi di Parigi, nato l'8 marzo 1748 a Lézardrieux
- Julien-François Hédouin, sacerdote dell'arcidiocesi di Parigi, nato il 3 ottobre 1760 a Coutances
- Pierre-François Hénocq, sacerdote dell'arcidiocesi di Parigi, nato nel 1749 a Tronchoy
- Éloy Herque du Roule, sacerdote gesuita, nato il 31 maggio 1741 a Lione
- Pierre-Louis Joret, sacerdote della diocesi di Amiens, nato il 28 ottobre 1761 a Rollot
- Gilles-Louis-Symphorien Lanchon, sacerdote dell'arcidiocesi di Parigi, nato nel 1754 a Les Pieux
- Jacques de La Lande, sacerdote della diocesi di Évreux, nato l'8 marzo 1735 a La Forêt-Auvray
- Louis-Jean-Mathieu Lanier, sacerdote dell'arcidiocesi di Parigi, nato nel 1753 a Château-Gontier
- Jean-Joseph de Lavèze-Bellay, sacerdote dell'arcidiocesi di Parigi, nato nel 1742 a Gluiras
- Michel Leber, sacerdote dell'arcidiocesi di Parigi, nato nel 1731 a Parigi
- Pierre-Florent Leclercq, diacono della diocesi di Amiens, nato nel 1744 a Hautvillers
- Jean-Charles Legrand, sacerdote dell'arcidiocesi di Parigi, nato nel 1745 a Versailles
- Jean-Pierre Le Laisant, sacerdote dell'arcidiocesi di Parigi, nato nel 1753 a Valognes
- Julien Le Laisant, sacerdote dell'arcidiocesi di Parigi, nato nel 1761 a Valognes
- Jean Lemaître, sacerdote dell'arcidiocesi di Parigi, nato nel 1767 a Beaumais
- Jean-Thomas Leroy, sacerdote della diocesi di Meaux, nato nel 1738 a Épernay
- Martin-François-Alexis Loublier, sacerdote della diocesi di Sées, nato nel 1733 a Mortrée
- Claude-Louis Marmotant de Savigny, sacerdote della diocesi di Meaux, nato il 27 marzo 1748 a Parigi
- Claude-Silvain-Raphaël Mayneaud de Bizefranc, sacerdote dell'arcidiocesi di Parigi, nato il 2 maggio 1750 a Digoin
- Henri-Jean Milet, sacerdote dell'arcidiocesi di Parigi, nato nel 1759 a Parigi
- François-Joseph Monnier, sacerdote dell'arcidiocesi di Parigi, nato il 18 marzo 1763 a Parigi
- Marie-François Mouffle, sacerdote dell'arcidiocesi di Parigi, nato il 23 agosto 1754 a Parigi
- Joseph-Louis Oviefre, sacerdote dell'arcidiocesi di Parigi, nato nel 1748 a Parigi
- Jean-Michel Philippot, sacerdote dell'arcidiocesi di Parigi, nato nel 1743 a Parigi
- Claude Ponse, sacerdote genoveffano, nato nel 1729 a Saint-Pierre-Le-Monastier
- Pierre-Claude Pottier, sacerdote eudista, nato il 20 settembre 1743 a Le Havre
- Jacques-Léonor Rabé, sacerdote dell'arcidiocesi di Parigi, nato il 27 dicembre 1750 a Sainte-Mère-Église
- Pierre-Robert Regnet, sacerdote dell'arcidiocesi di Parigi, nato il 19 maggio 1755 a Cherbourg
- Yves-Jean-Pierre Rey de Kervisic, sacerdote dell'arcidiocesi di Parigi, nato nell'aprile 1761 a Plounez
- Louis-François Rigot, laico dell'arcidiocesi di Parigi, nato il 18 ottobre 1751 ad Amiens
- Nicolas-Claude Roussel, sacerdote dell'arcidiocesi di Parigi, nato nel 1730 a Parigi
- Pierre Saint-James, sacerdote dell'arcidiocesi di Parigi, nato il 18 ottobre 1742 a Caen
- Jacques-Louis Schmid, sacerdote dell'arcidiocesi di Parigi, nato il 14 settembre 1752 a Parigi
- Jean-Antoine Seconds, sacerdote gesuita, nato nel 1734 a Rodez
- Pierre-Jacques de Turmenyes, sacerdote dell'arcidiocesi di Parigi, nato il 5 ottobre 1744 a Gournay-en-Bray
- René-Joseph Urvoy, sacerdote dell'arcidiocesi di Parigi, nato nel 1766 a Plouisy
- Charles-Victor Véret, sacerdote dell'arcidiocesi di Parigi, nato il 17 luglio 1763 a Louvières
- Nicolas-Marie Verron, sacerdote gesuita, nato il 7 novembre 1754 a Quimperlé
- Jean-Antoine-Joseph de Villette, laico dell'arcidiocesi di Parigi, nato il 12 giugno 1731 a Le Cateau-Cambrésis

## Martiri uccisi il 3 settembre 1792 nel carcere de la Force
- Jean-Baptiste Bottex, sacerdote della diocesi di Belley, nato il 26 dicembre 1749 a Neuville-sur-Ain
- Michel-François de LaGardette, sacerdote gesuita, nato il 5 settembre 1744 a Billom
- François-Hyacinthe Le Livec de Trésurin, sacerdote gesuita, nato il 5 maggio 1726 a Quimper